# زنبق باري
زنبق باري نوع نباتي ينتمي إلى جنس الزنبق من الفصيلة الزنبقية. سمي النبات على اسم عالم النبات البريطاني تشارلز كريستوفر باري (بالإنجليزية: Charles Christopher Parry).

## البيئة والانتشار
النوع نادر وموطنه جنوب غرب الولايات المتحدة وشمال غرب المكسيك.